# 나는 꼼수다
《나는 꼼수다》는 딴지일보에서 제작하는 대한민국의 팟캐스트다. 방송 이름은 MBC 예능 프로그램 《나는 가수다》에서 따왔는데, 이것을 줄여서 나꼼수라고도 불린다. ‘국내 유일 가카 헌정방송’을 표방했는데, 여기서 ‘가카’란 각하를 의미하는 말이며, 제17대 대한민국 대통령인 이명박 전 대통령을 뜻한다. 초기에는 방송 시작과 동시에 '이명박 대통령 헌정방송'이라는 멘트를 내보냈다가, 정봉주가 구속된 이후에는 방송 시작 부분에 나오는 멘트를 '이명박 대통령 헌정방송'에서 'BBK 실소유주 헌정방송'으로 수정하였다.

## 방송 정보
2011년 4월 18일 첫 방송을 시작했다. 녹음 스튜디오는 초기에는 마포 FM 스튜디오를 임대해서 사용했으나, 그 후 지방 공연장 근처에서 녹음하거나, 2012년 4월 오픈한 나꼼수카페이자 딴지일보 사무실인 대학로 BUNKER 1(벙커 1) 안에 스튜디오를 만들어서 녹음하였다. 이명박 대통령의 임기가 끝나는 2013년 2월까지만 방송할 것이라고 했는데, 그 이유에 대해서는 ‘감옥에서는 스마트폰을 쓸 수 없기 때문’이라 밝히고 있다.
나꼼수는 방송 내용을 제작하는데 드는 돈보다 만들어진 방송을 다운받을 수 있도록 제공하는 서버 비용이 훨씬 더 많이 들어간다. 이에 대해서 김어준 딴지일보 총수는 2011년 10월의 서버비가 2860만 원으로, 30G의 트래픽을 모두 감당할시 순수 서버 비용만 억대 가격이 나온다고 밝혔다. 서버 부담이 늘어나면서 늘어날수록 재정 문제도 심각했던 것으로 알려졌다.
방송 소재는 이명박 대통령과 주변 인물들이 주를 이루지만 사회적인 이슈도 자주 다루었다. 고정 출연진이 주로 진행하지만 간헐적으로 게스트가 출연하기도 했는데, 18회에는 박경철 병원장, 23회에는 홍준표 한나라당(전 새누리당) 대표, 26회에는 김용옥 교수 등이 출연하기도 했다.
정봉주 의원이 구속 수감되면서 33회는 석방될 때까지 무기한 연기하고, 봉주 n회로 방송했다. 그리고, 슬로건을 기존에 사용했던 '가카 헌정 방송'에서 'BBK 실소유주 헌정 방송'으로 바꾸었다.
그 후 18대 대선 하루 전인 12월 18일, 33번째 회차를 마지막회라는 이름으로 내보내고 종영하였다. 그러나 2013년 7월 19일 김용민 PD는 국정원 대선개입에 대해 2013년 7월 27일 오후 8시에 서울광장에서 열리는 촛불집회에 10만명이상 참여하면 방송을 재개하겠다고 밝혔다. 그러나 주최측 추산 25000명이 참여하여 목표를 달성하지 못하였다.
이후 김어준은 나는 꼼수다의 활동을 한겨레TV와 함께 시작한 김어준의 Papa is로 옮겼고, 김용민 PD는 국민TV에서 시사 활동을 진행하고 있으며, 정봉주 전 의원은 정봉주의 전국구라는 팟캐스트를 만들어, 앞으로 주요 멤버 셋이 활동하는 모습을 보기는 힘들 전망이다.

## 고정 출연진
- 김어준 (딴지일보 총수)
- 김용민 (시사평론가)
- 정봉주 (제17대 대한민국 국회의원)
- 주진우 (시사IN 기자)

## 회차 정보

### 2011년
- 1 ~ 23회의 내용은 김용민의 '나는 꼼수다 뒷담화'에서 발췌하였다.

| 회차     | 업로드 일자      | 제목                                 | 내용 | 게스트                         |
| -------- | ---------------- | ------------------------------------ | --- | ------------------------------ |
| 1        | 2011년 4월 28일  | BBK 총정리                           | - 서태지-이지아 파경 - BBK | 김어준, 김용민, 정봉주 첫 출연 |
| 2        | 2011년 5월 12일  | 한나라당의 내분                      | - 4.27재보선 패배 이후 한나라당 내분 상황 |                                |
| 3        | 2011년 5월 19일  | 140억 원의 비밀                      | - BBK의 석연찮은 140억 원 다스 반환 |                                |
| 4        | 2011년 6월 3일   | 남북회담과 부산저축은행              | - 북측 '정상회담 남측 애걸' 주장 - 부산저축은행 파문 |                                |
| 5        | 2011년 6월 10일  | 중수부폐지와 등록금문제              | - 중수부 폐지 - 수사권 조정 관련 검찰 반발 |                                |
| 6        | 2011년 6월 15일  | 반값 등록금 문제                     | - 고액 등록금 문제의 해법, 등록금 상한제가 우선이다 - 고성국 박사 초대석-2012 대권 레이스를 분석한다 | 시사평론가 고성국              |
| 7        | 2011년 6월 24일  | 오세훈의 무상급식                    | - 오세훈의 주민투표 딜레마 |                                |
| 8        | 2011년 6월 30일  | 청계재단의 진실                      | - 청계재단, 기부인가 절세인가 - 이명박과 에리카 김, 전일저축은행 부당대출 의혹 | 주진우 첫 출연                 |
| 9        | 2011년 7월 7일   | 3MC의 비밀                           | - 서래마을 신공 - 알펜시아리조트로 덕 본 사람들 - 인천공항 지분 매각 논란 - 파리의 나비부인(상) - 3MC의 비밀 |                                |
| 10       | 2011년 7월 15일  | 6미터의 비밀                         | - 파리의 나비부인(하) - 오세훈의 대선 프로젝트 - 6미터의 비밀 - BBK 140억 반환 논란 뒷 이야기 - 영부인 사촌 김옥희 공천비리 사건 - 우병우 언급 |                                |
| 11       | 2011년 7월 21일  | 농협사태의 비밀                      | - 농협사태의 비밀 - 우량회사 씨모텍과 나무이쿼티 그리고 삼화저축은행 |                                |
| 12       | 2011년 7월 28일  | 딴지일보 해킹과 장자연(1)            | - 딴지일보 해킹 - 장자연을 농락한 사람들(상) - '엄펜션' 사건의 전말 |                                |
| 13       | 2011년 8월 4일   | 장자연 사건과 인천공항               | - 장자연을 농락한 사람들(하) - 인천공항 지분 매각논란 |                                |
| 14       | 2011년 8월 11일  | 정봉주, 댓글부대 그리고 자원외교     | - 정봉주 대법원 공판일 지정 - 댓글부대의 배후 - 자원외교인가 자위외교인가 |                                |
| 15       | 2011년 8월 19일  | 정봉주, 오세훈 그리고 큰목사님       | - 영포빌딩 옆 개고기집 사건 - 기사회생 정봉주 - 오세훈 꼼수 위에 김어준 통찰 - '큰 목사님' 일가 이야기 |                                |
| 호외     | 2011년 8월 22일  | 오세훈 시장 절친 수락 사건           | - 오세훈 시장 절친 수락 사건 |                                |
| 16       | 2011년 8월 27일  | 오세훈 시장 백수 복귀, 딴지일보 해킹 | - 오세훈 백수복귀 사건 - 《딴지일보》 해킹 그 이후 - 목사님 우리 목사님 |                                |
| 17       | 2011년 8월 31일  | 곽노현 10.26 사건                    | - 권력의 역습, 곽노현 옭아매기 |                                |
| 18       | 2011년 9월 6일   | 각하, 곽노현 그리고 안철수           | - 위키리크스에 들춰 진 BBK - 곽노현 끝내 수감 - 안철수, 박원순에양보 - 박경철이 이야기하는 안철수 | 박경철                         |
| 19       | 2011년 9월 15일  | 위키리크스와 곽노현                  | - 위키리크스와 각하의 청춘 - 곽노현 - 방송통신심의위 - 나꼼수 통제 음모 |                                |
| 20       | 2011년 9월 22일  | 왕재산간첩단, 삼화저축은행           | - 기방(技房) 난동 사건 - 왕재산 간첩 맞아? - 삼화저축은행이 핵심이다 |                                |
| 21       | 2011년 9월 29일  | 박영선VS박원순 아바타 토론회         | - 박영선 VS 박원순 아바타 토론회 | 박영선, 박원순                 |
| 22       | 2011년 10월 6일  | 도둑적으로 완벽하신 가카             | - 주진우, MB아들 내곡동 집 기습하다 - 박태규의 배후는 바로 이 사람 |                                |
| 23       | 2011년 10월 13일 | 홍준표 대표 초청 관훈토론회          | - 홍준표 한나라당 대표 초청 토론회 | 홍준표                         |
| 24       | 2011년 10월 18일 | 가카 그리고 나경원                   | - 가카 미국 방문 때 있었던 일(의회 연설, 디트로이트 야구장, FTA) - 나경원이 이사로 있는 홍신학원의 사학 비리 |                                |
| 25       | 2011년 10월 23일 | 야권 얼굴마담 초청 관훈토론회        | - 서울시장 야권 통합 진영 점검 - 나경원 남편 김재호의 기소 청탁 사건 - 나경원 피부과 1억 사건 | 문재인, 박지원, 이정희         |
| 26       | 2011년 10월 29일 | 서울수복과 도올 선생                 | - 10.26 재보선 회고 - 10.26 재보선과 디도스 공격 - 도올선생 초대 | 도올 김용옥                    |
| 27       | 2011년 11월 7일  | 떨거지토론회-심상정,유시민,노회찬    | - 정봉주 전 의원의 여권 발급 문제 - 도올 선생의 중용 강의 재개를 위한 안민석 의원의 노력 - 서울시장 떨거지 관전토론회 - 각 떨거지들의 참회, 재활의 시간 - 한미 FTA - 진보 대통합 | 유시민, 심상정, 노회찬         |
| 28       | 2011년 11월 12일 | 한미 FTA, 선관위 그리고 안철수       | - 가카 미국 의회 상공회의소 연설문을 미국 로비업체가 작성한 문제 - 한나라당과 가카 입장 충돌 - 민주당 협상파 의원들의 문제 - 김어준 총수의 나는 꼼수다 신뢰도 조사 의뢰 - 서울시장 재보궐선거 투표소의 갑작스런 변경과 출근 시간 선관위 홈페이지 투표소 검색 불가 문제 - 강용석의 안철수 전 원장 공격 |                                |
| 29       | 2011년 11월 23일 | 중앙일보, 곽노현 그리고 맥쿼리       | - 나꼼수팀 미국 강연 일정 확정 - 중앙일보 김어준 총수 기사, 중앙일보 회장 홍석현 - 나꼼수 서버비용 공개 - 한미 FTA ISD(투자자-국가소송제) 재협상에 대한 꼼수 - 곽노현 공판과 검찰 - 인천공항 매각, 맥쿼리 - 리얼미터 조선일보 독자 대상 조선일보 신뢰도 조사 결과 - 전혜숙 의원의 요구에 대한 선관위의 로그파일 제출 거부 |                                |
| 30       | 2011년 11월 26일 | 괴담, 선관위 그리고 론스타           | - 민주언론상 수상 - 조선일보 기자의 취재 행태에 대한 정봉주의 비판 - 박경철 원장 병원 세무조사설에 대한 해명 - 나꼼수 4인방을 향해 몰려드는 소송 쓰나미 - 김용민의 조현오 경찰청장 성대모사 시작 - 검경수사권 조정보다 집회 진압에 더 신경쓰는 경찰 수뇌부 - 한미 FTA 비준에 대한 조중동과 KBS의 보도행태, 민주당의 대응 - 한미 FTA로 이득보는 자와 손해보는 자 - 6.2 지방선거 대비 10월 재보궐선거 투표소가 바뀐 비율 분석 - 선관위 로그 파일 공개할 때 꼼수 예상 - 한미 FTA 일방 폐기 시 불이익 발생 가능성, 재협상위한 전제 조건 - 론스타의 외환은행 매각에 관한 의문점 그리고 하나은행, SK                                                                     |                                |
| 31       | 2011년 12월 4일  | 검경 수사권 조정과 선관위 디도스     | - 검경수사권 조정 - 내사권조차 검찰의 지휘 받고, 검찰 견제할 권한 없음 / 비리 검사 수사 불가 - 종로경찰서장 폭행 자작극 논란 - MBN의 나꼼수와 조중동 신뢰도 비교 조사 - 나꼼수 서울 여의도 공연 관객수 추정 - 프리덤 하우스의 언론자유도 조사에서 군사정권시절처럼 한국이 부분적 언론 자유국으로 추락, 부패지수 상승 - 경찰청사이버테러대응센터 수사 이유로 로그파일 제출 거부 (공식 문서) - KT IDC에서 트래픽 그래픽 공개할 때 트래픽 발생량은 2G다고 발표하지만 선관위에서는 트래픽 발생량이 11G였다고 발표 - 자치구별 투표소 바뀐 비율과 투표율 상관관계 분석 - DB와의 연동만 끊어진 것인데 디도스로 물타기하는 선관위 - 론스타에 프리미엄 얹어 준 하나금융그룹 |                                |
| 32       | 2011년 12월 18일 | 귀국 보고와 선관위                   | - 미주 귀국 보고 - 정봉주 전 의원의 국내 보고 - 선관위 사태 |                                |
| 호외2    | 2011년 12월 19일 | 정봉주 대법원 판결 기념              | - BBK 판결 관련 정리 |                                |
| 특별공지 | 2011년 12월 25일 | 정봉주 입감 특별 공지                | - 정봉주 송별회 예고 |                                |
| 호외3    | 2011년 12월 27일 | 정봉주 징역 1년 확정 기념            | 정봉주 의원 고별 방송 - 정봉주 전 의원 대법원 확정 판결 후 녹음 - 민주통합당 당대표·최고위원 선출을 위한 국민참여 선거인단 안내 - 정봉주 뉴스 예고 - 쫄지마 프로젝트 시작 |                                |

### 2012년
| 회차      | 업로드 일자 | 제목                                            | 내용 | 게스트 |  |
| --------- | ----------- | ----------------------------------------------- | --- | --- |  |
| 봉주1     | 1월 1일     | 다스 상속세의 비밀, 선관위                      | - 봉주 뉴스(동정, 감옥으로부터 온 사발, 봉주 단신) - 면회 다녀온 이야기 - 다스 싱가폴 이전 관련(이상득 아들 이지형-싱가폴-이시형) - 다스 지분 상속세 납부 - 선관위 10.26 부정 선거 - 민주통합당 국민참여선거인단 - 정봉주 구출 작전 | |  |
| 봉주2     | 1월 11일    | 민주통합당 대표 경선 특집                       | - 봉주 뉴스 - 선관위 10.26 부정선거 - 다스 지분 상속세 납부 - 방통위 정용욱 비리 - 민주통합당 대표 경선 후보자 면접을 빙자한 취조회 (한명숙, 문성근, 박영선, 박지원) - 청취자에 보내는 출마의 변(이학영, 이인영, 이강래, 박용진, 김부겸) | |  |
| 봉주3     | 1월 21일    | 선관위, 부재자투표 그리고 돈봉투                | - 곽노현 교육감 1심 판결, 복귀 인사 - 봉주 뉴스(동정, 감옥으로부터의 사발, 봉도사 명절 인사, 봉주 단신) - 봉도사 홍성교도소 이감 소식, 봉주버스 예고 - 군소언론의 소심한 나꼼수 질투(비지니스석 논란, '주진우 학력위조' 괴담, '검열 거짓말' 괴담) - 선관위 10.26 부정선거 논란 - 선관위 자료제출 거부 보도에 담긴 의미 - 거주지별 투표소 확인 절차 변경 - 가카, 가상 명절 인사 - 한명숙 민주통합당 대표 당선 인사 - 10.26 부정선거 부재자투표 부정선거 의혹(섬세하게 일관된 부재자 득표율) - 2008 전당대회 돈봉투 사건과 유명배우 더블캐스팅, 엿 배틀 시작, 비리의 DDoS | |  |
| 봉주4     | 1월 31일    | 10.26 부정선거와 KTX 민영화                     | - 봉주 뉴스 - 홍성 면회 후기 - 나꼼수 트래픽 정보, 청취율 조사 결과 - 선관위 10.26 부정선거 - 지금까지의 사건 흐름 재구성 - 디도스 방어 출퇴근 댓글알바 등장 (+CNK 자원외교) - '신의 영역', 제 3의 인물의 존재 - KTX 민영화 - 최시중 방통위원장 사퇴 | |  |
| 봉주5     | 2월 9일     | 주, 김 개명사건과 안철수, 선관위, KTX           | - 봉주 뉴스 - 비키니 논란에 대한 해명(주진우, 김용민 개명) - 주진우 저격 프로젝트(나경원 1억 피부과 보도 전방위 공격) - 안철수 매립 프로젝트 - 선관위 10.26 부정선거 - 선관위 시스템 전면 재구성 계획, 과거 시스템 전면 폐기 우려 - 선거일 서비스 장애는 디도스와 무관(당일 디도스 방어 성공 보고서 공개) - KTX 민영화 - KTX 헌납과 배후 의혹 - KTX 민영화 지지 댓글 지시 공식 업무 문건 공개 - KTX 민영화 비판 철회 지시 공문 공개 | |  |
| 봉주6     | 2월 21일    | 10.26 부정선거 특집 그리고 이상득 최시중 박희태 | - 봉주 뉴스 - 봉주 버스 후기 - 정봉주법 처리 촉구 시위 후기 <<10.26 부정선거특집>> 기술적인 검증 자료는 딴지일보 홈페이지http://www.ddanzi.com 에 업로드 - 복습(보고서 제 1탄->디도스와 서비스 장애는 관련성이 없음) - 보고서 제 2탄(LG엔시스 작성)공개 - 보고서를 바탕으로 한 선거 당일 구성↓ - 1단계(디도스가 아닌 웹서버 메모리 포화로 인해 서비스 불량) - 새벽 6시경~7시경 디도스 공격(초당 221mb) - 디도스 공격은 방어장비로 성공적 방어 - 서비스 장애는 선거일 당일 새벽 12시부터 이어진 웹서버 메모리 포화(100% 육박)에 의함 - 메모리 포화에 대응하기 위해서는 웹서버 리부팅이 필요했음에도 아침 7시 경까지 리부팅이 없었음 - 2단계(선관위, KT회선 두 개 차단) - 선관위, 7시경 리부팅 직후에 트래픽의 2/3을 담당하는 KT회선(대역폭 155mb, 두 회선) 둘의 연결을 끊음 - 선관위는 후에 KT회선을 끊어 디도스 공격을 차단하기 위한 조처였다고 해명 - 트래픽 증가에는 회선 증가로 대응하는 것이 일반적+트래픽은 회사를 가리지 않으므로 KT 망을 끊는 것은 무의미함 - 회선을 차단하기 10분 전부터 디도스 공격이 현저히 줄고 있었음에도(100mb 수준) 회선 차단 - 3단계(LG회선 속도 저하) - 디도스 공격이 종료된 후인 7시부터 대역폭 155mb의 LG인터넷망이 속도가 저하됨(원인 아직 불명) - 초당 30mb밖에 처리를 못 하는 수준으로 속도가 떨어짐 - 출근시간인 8시 반 경까지 속도 저하와 접속 불량이 지속됨 - 4단계(접속 해도 투표소 검색이 안 됨) - 홈페이지 접속에 성공해 투표소 찾기 페이지까지 온 일부 이용자들도 투표소 찾기는 대부분 실패 - DB 연동 차단 의혹(데이터 링크 교란?) - 의혹 - 선관위 적반하장 사건-> 선관위는 왜 데이터를 제공하지 못했는가? - 선관위, 나꼼수 팀의 의혹에 동문서답으로 대답(디도스 자체가 없었다고 주장하는 것이 아님에도 제기한 의문에는 대답하지 않음) - 디도스 공격 종료 시점과 KT회선 차단 시점이 일치(단계적 공격?) - 선관위는 보고서를 가지고 있었음에도 왜 '페이지 디도스'주장을 묵인했는가? - 선관위, 홈페이지 개비->왜 몰래 서버 교체를 시도하고 공식 자료에서는 부인하는가? - 통큰희태, 축의상득, 용돈시중 - KTX 민영화 지분 50%로 하향 조정 발표 | |  |
| 봉주7     | 2월 29일    | 폭탄 2방과 지뢰 하나                            | - 봉주 뉴스 - 봉주 마라톤,봉주 기차,나꼼수 콘서트 안내 - 지금까지의 과정 소개 - 오세훈 주민투표,10.26 재선 - 나꼼수 죽이기 과정 - 정봉주 수감,주진우 고발,김용민,김어준 고소,고발 - 나꼼수 죽이기 1 - 나경원 남편 김재호의 기소 청탁 사건 - 주진우에 대한 고소 - 주진우 기소 검토 - 당시 담당 박은정 검사의 고백 - 담당 검사에 대한,관심 지원 요청 - 나꼼수 죽이기 2 - 선관위 명예훼손에 대한 고소 - 10.26 부정사건에 대한 의문점 제시 - 보고서 제 2탄(LG엔시스 작성) 추가공개 - 6시 30분에 KT회선 1개 연결했으나 7시에 다시 끊어버림 - 선관위의 꼼수 고발 - 나꼼수 추가 폭로 - LG엔시스에 대한 압력(KT,선관위) - 김경준 폭로 - 이명박에 대한 유리한 진술요구 - 형기감면,미국으로 이송 추진,서울에 위치한 교도소에서 수감추진 - KTX민영화 문제에 대한 꼼수 고발 - 보고서 내용 수정 (요금 20%―〉10% 감면) | |  |
| 봉주8     | 3월 11일    | 김경준과 방송3사 바보배틀                       | - 봉주뉴스 - BBK관련 추가폭로 - 김경준 첫 음성녹음 공개 - 당시 이혜훈 의원이 김경준 소환을 위해 노력 - 유원일 전 의원 김경준에게 부당한 압력 있었다고 진술 - 방송 3사 바보 배틀 - 우리 방송국이 더 좆됐어요! | KBS 새노조(언론노조 KBS지부) 엄경철 전 의원장,MBC 한학수 PD,YTN 유튜권 노조 전 의원장                            |  |
| 호외 4    | 3월14일     | 김용민 출마 선언                                | - 김용민 국회의원 노원갑 출마 | |  |
| 봉주 9    | 3월 26일    | 쌍두노출 프로젝트 그리고 폭탄 하나              | - 주진우 책 광고 - 김총수 가짜 트위터 폭파 - 딴지일보에서 공식(?)적인 가짜 트위터 운영 - 손수조 새누리당 후보 선거법 위반 논란 - 선관위 디도스 공격사건 관련자 증언 - 김용민 출마와 그에 따른 에피소드들 | |  |
| 봉주10    | 4월 2일     | 천안함과 가카데이                               | - 봉주뉴스 - 나꼼수 멤버들 정봉주가 생가라 우기는 지역방문 (서울과학기술대학교 근처) - 천안함 사건 - 천안함의 잔해흔적의 특징은 좌초에 가까움 - 1차 좌초위기를 벗어났지만 2차 수평충돌의 흔적이 나타남 (함선충돌의 가능성) - 함선등의 기타 구조물과 2차충돌의 합리적 의심으로는 故한준호준위와 UDT대원들이 함수와 함미가 있던 곳이 아닌 제3의 부표장소에서 비밀작업, 이곳에서 의문의 거대 구조물 발견. - 사고 2달 후, 이스라엘 대통령이 직접 방문. 방문형식도 정하지 않고 한 이례적인 방문. | 이승헌 버지니아 대학교 물리학과 교수, 서재정 존스홉킨스 대학교 국제관계 대학원 정치학 교수                       |  |
| 봉주11    | 4월 9일     | 김용민 vs. 이명박                               | - 김용민의 미군비판 발언 - 발언이후 논란에 대한 심경 - 민간인 사찰 - 관봉 돈다발의 실체 - 검찰의 사찰 부인 - 김용민의 미군비판 발언 | 박지원, 문재인 / 봉주11회 공개직후 의문의 서버공격으로 인해 다운로드방해                                         |  |
| 호외 5    | 4월 11일    | 투표를 자제해달라                               | - 봉주뉴스 - 정봉주의 명랑쾌활 수감소식 - 정봉주 옥중만화, 옥중사진집 발간및 예정 - 주진우 책이 베스트셀러가 되자 질투심 폭발 - 투표독려 - 오피니언 리더와 시민들의 투표율달성시 공약 | 김용민은 선거때문에 미출연                                                                                       |  |
| 호외 6    | 4월 25일    | 용민운동회                                      | - 김용민 낙선후 근황 - 김어준에게 트윗 계정 압수 - 멘붕 김용민 등극 - 밤에도 선글라스 끼고 다님 - 스트레스로 탈모진행 중 - 1주년 기념 용민운동회 개최 - 4월 29일 한강 잠원지구 트랙구장에서 용민운동회 개최 - 낙선자들과 함께하는 다양한 종목 준비 - 당일 중대발표예정 | |  |
| 봉주 12   | 5월 7일     | 워밍업I                                         | - 총선 이후 근황 - 김용민 멘붕에서 회복 중 - 나꼼수때문에 총선을 패배했다는 주장에 대한 반박 - 박영준,최시중 구속 - 이 정도 선에서 MB에대한 비리 수사의 종료 하려는 목적이 있다고 주장 - 박태규와 박근혜의 관계 문제 제기 - 박지만의 아내의 삼화저축은행 관련의혹 제기 - 이에 따른 박근혜의 나꼼수 멤버 고소 소식 | |  |
| 봉주 13   | 5월 24일    | 워밍업 II - MBC 파업특집                        | - 나꼼수 유럽 투어 일정 소개 - 이회창의 선진당 탈당 - 이회창과 황우여와의 관계 - 이회창의 박근혜 지지 선언 가능성 - 박근혜 고소,고발 문제 - 로비스트 박태규 문제:박태규가 박지원에게 불리한 증언을 할 가능성 제기 - 쌍두노출 혐의에 대한 의견 - 싱가포르 방문이야기 - 문재인 죽이기 작전 - 이준석의 문재인 모독 만화문제 - 문재인의 격을 떨어 뜨리려는 행동 - MBC 파업 특집 - J씨와의 수상한 관계 (콘서트 참가비 차등,법인카드 사용 등) 지금(5월 20일)의 각오,국민들의 성원 요청 | MBC 드라마국 김민식PD                                                                                            |  |
| 봉주 14   | 6월 16일    | 워밍업 III -증인특집                            | - 봉주 노래자랑 개최소식 - 특별방송 마련 중:팟캐스트 방식이 아님 - 나꼼수 유럽투어 후기 - 재외 국민들의 선거권 보장 문제 - 대선 레이스 시작 - 아직 끝나지 않은 사건들 - 내곡동 사저비리 - 10.26 부정사건 관련 - 디도스 관련자 증인들의 인터뷰와 당시 나꼼수 주장 부정하던 전문가의 고백 수록 - 피의자들의 변호사였으나 해임된 민병덕 변호사 인터뷰 - 박근혜 고소관련 - 박근혜 측의 주변정리 - 박지원 인터뷰 - 문재인-박지원-이해찬 트로이카에 대한 해명 - 종북사건에 대한 입장 표명과 경고 - 영국에서의 쇠고기 식사에 대한 해명 | 민병덕 변호사, 박지원                                                                                            |  |
| 봉주15    | 7월 3일     | 가카대변 매립업자들과 정우택                    | - 봉주 노래자랑 후기 - 한일군사협정에 대한 정봉주 17대국회의원의 예언 - 박근혜의 유구냉무 화법, 강 건너 불 구경 화법 - 검찰의 가카의 3개의 대변 매립 - 내곡동 사저 논란 - 디도스 특검 - 민간인 불법 사찰 (장진수 전 주무관 인터뷰) - 정우택의 각종 비위 의혹 (이재표 편집국장 인터뷰) - 성상납, 충북도지사 시절 법인카드로 특정 일식당 밀어주기, 논문 표절 의혹 - 기타 당내 주도권 싸움 등 - 김병일 전 민주평통 사무처장의 홍콩에서의 죽음과 관련한 내용 | 장진수 전 주무관, 충청리뷰 이재표 편집국장                                                                       |  |
| 호외7     | 7월 18일    | 내곡동 돼지 긴급 포획 사건                      | - 김용민 지명 통보 사건 - 박태규 운전 기사에게 보인 검찰의 행태 - 주진우 기자 검찰 조사에서 생긴 일 | |  |
| 봉주16    | 7월 19일    | 소설, 한일군사협정 그리고 네이버                | - 정봉주 사면 기원 주간 (여의도공원에서 한여름 밤의 봉酒, 취중봉담) - 정두언 체포동의안 부결 사건 (박근혜 엿 시식 사건) - 한일군사협정 - 중국 봉쇄하려는 미국과 집단적 자위권 행사하려는 일본의 이해 일치 - 한일군사협정의 주요 내용 (한일군사보호조약 의심) - 과거 반성 없는 일본에 면죄부 - 최대 무역 상대국인 중국으로부터 경제 제재를 받을 수 있고, 미래를 봤을 때도 절대 국익에 도움되지 않음 - 일본과는 권한 있는 당사자만 군사 정보 보내는 내용 알 수 있음 (권한 있는 당사자는 애매한 표현) - 사후 통제 관리 안 됨 - 정봉주 8.15 사면 가능성? - 정동영이 누구 손 들어줄 것인가 - 배낭여행 간 김무성이 가카 만나기 전 임태희 만남 - 문재인은 비서실장일 뿐이라는 물타기 작전과 무간도 작전 - 배낭여행 가기 전 강용석 만났다 - 조중동 네이버 탈퇴 작전 - 조중동, 한국광고주협회, 한국언론재단의 핸드 풋 브라더 작전 - 한국프레스센터에서 조중동 주최 포털 대책 회의 - 대선에 있어서 진보 매체의 여론 형성 능력 죽이기 - 네이버의 문제 - 검색 시, 원본을 찾아주지 않음 (네이버 블로그의 복제본이 먼저 나옴) - 검색 조작 - 이상득 구속과 박근혜 출마선언 - 은경표, 신동엽, 강호동 전일저축은행으로 소환 시도 중(1년 만에) - 지능형 알바 색출(야당 후보 지지자 사칭하며 격렬하게 싸우는 알바 등) - 나꼼수 멤버 죽이기 작전(여러 형태) | 정청래 국회의원, 한양대 김인성 교수                                                                              |  |
| 통합 호외 | 7월 25일    | 통합 호외 : 취중봉담                            | - 정봉주 근황 - 여의도 공원 맥주 파티 개최 알림 | 나는 꼼수다팀, 나는 꼽사리다팀 나는 딴따라다팀(김조광수는 전화 통화로 목소리 출연)                               |  |
| 봉주17    | 8월 17일    | 녹조, 네이버 그리고 정봉주                      | - 올림픽 단신 - 영국에 이기자 이명박 브라질전 숟가락 얹으려 시도 - 경기장내 경호 무기 반입불가로 이명박 영국방문 무산 - 한,일전 승리 - 축구협회의 이상한 병역혜택 - 본선에서 1초이상 뛰지 않으면 혜택불가에 대해 - 박종우 독도 세레머니에 병무청 지레 겁먹고 IOC 눈치보기 - 매번 반복되는 국가대표의 정신력드립에 대하여 - 쫄지 않는 한국 선수들의 변한 모습 - 장미란의 아름다운 올림픽 투혼기 - 눈물유도용 BGM깔림 - 메달리스트를 정치적으로 이용하려고 선수들 입국 막아 - 4대강 - 녹조현상이 있기 1년 전 이미 전문가들에 의해 예견된 현상이다. - 정부는 환경의 변화(가뭄,폭염)에 따른 천재지변이라 사건을 논란으로 호도. - 현재 이명박정부가 건설한 보는 국제 대형댐 기준에 의하면 1군데를 제외하고 전부 대형댐으로 분류된다. - 이번 녹조현상은 보(댐)에 의한 완전한 인재다. - 가뭄현상을 위한 물 활용방법은 없고 그냥 물을 가둬두기만 해서 홍수, 가뭄, 녹조는 더 심해진다. - 네이버 검색신뢰도 - 정우택 관련 검색어조작에 대한 네이버의 구차한 변명 - 정우택 성상납 관련 추가 증언 - 경찰의 허술한 수사와 내사종결, 네이버는 수사종결이라고 변명후 검색어 삭제(수사중임) - 정봉주와 친구들 - 이재환 변호사, 안민석의원, 정청래의원의 정봉주 실형에 관한 대담(?) | 김정욱 서울대 환경대학원교수 & 대한하천학회 회장, 이재표 충청리뷰 편집국장, 이재화변호사, 안민석의원, 정청래의원 |  |
| 봉주18    | 8월 29일    | 정세균, 김두관, 손학규, 문재인 합동취조회       | - 민주통합당 경선이야기 - 2차결선 후보 4명의 취조(?)회 | 정세균, 김두관, 손학규, 문재인                                                                                   |  |
| 호외9     | 9월 2일     | 도올 대선을 논하다.                             | | |  |
| 봉주19    | 8월 29일    | 납량특집 : 장준하와 공작들                      | - 정봉주 가석방관련 - 은진수와 극명히 비교되는 가석방이야기 - 여론조작이야기 - 네이버덧글의 알바장악, 다음덧글의 알바출몰 - MBC의 추락 - 정치혐오를 일으켜 투표의지를 떨어뜨리려는 수많은 공작들에 대한 이야기 - 성범죄를 자극적, 지속적으로 보도해 정치관련 관심도 떨어뜨리기 - 이명박 이례적으로 성범죄사건에 대해 직접 사과. - 용삼참사 물타기용으로 청와대에서 이메일로 직접지시했던 사건에 대해 - 양경숙 사건과 관련하여 김용민 님의 노원 출마, 나꼼수까지 엮으려하는 공작의 가능성 - 박근혜는 정보고속도로 추진 등 미국 선거팀의 전략을 많이 답습하고 있음 (사형제) - 장준하선생 장남 인터뷰 - 작년 수해로 인해 유골이 나오게되면서 장준하 사인에 대한 재조명을 하게 됨 - 의문사위원회 조사 결과 - 장준하 님이 돌아가신 날 호림산악회와 같이 산행함. 그래서 그 날의 정황을 담은 테이프를 찾음. - 그런데 목격자<김용환>의 진술이 계속 바뀜. 의문사위원회에서는 <김용환>가 등산을 안했다고 결론냄. - 또한 검사와 경찰관 역시 해당 목격자<김용환>를 진술과 다른 곳에서 발견함. - 한편 집에 전화로 장준하님이 다친 것을 알린 것도 <김용환>라고 함. 그래서 진술의 신빙성 떨어짐. - 참고로 보안사에 있는 자료는 김대중, 노무현 정부때에도 줄기차게 요청되었으나 공개가 되지 않음. 요약출처 | 장호권, 고상만,                                                                                                  |  |
| 봉주20    | 9월 17일    | 안철수와 공작들                                 | - 정봉주 의원 가석방 촉구 - 죄 많은 놈들 보다 죄 없는 정의원이 더 가혹하게 감옥살이 하고 있음. - 저축은행 비리 은진수는 7월 가석방 됨. - 안철수 협박사건 - 정준길은 안철수 저격수였음. - 친구 드립 우수움. - 금태섭 변호사에게 단체문자 2번, 안철수님 초빙 관련 문자 2번(이건 공작을 대비한 것으로 보임) 보낸 것외 개인적 연락 나눈 적 없음. - 가로수 들이받은 것도 시간을 벌기 위함 임. 사고가 나기 힘든 장소. 가로수 들이받고 SUV가 뒤집히는 건 말도 안됨. - 또한 김총수 머리칼을 걸고 안철수 원장님은 여자 없음. - 안철수 기자회견이 있기 전 이미 기사가 나옴. 그에 대한 정준길 옹호 댓글도 기자회견 전에 나옴. :* 여론 공작. 트위터 조작단도 있음. - 여론 공작 - 방송국에서 정치 여론조사는 별도의 리서치 회사로 대선까지만 단기 계약함. - 지지율 조작을 하는 게 아니라 조사할 때 야당 후보를 헐뜯으며 하거나, 바쁜 사람들은 조사에 응하기 힘들게 문항을 길게 하거나, 조사 시점을 유리한 시점으로 잡음. 예를 들면, 안철수 원장의 여자문제, 뇌물 문제가 부각되었습니다. 안철수 원장의 도덕성에 문제가 없다고 생각하십니까? 안철수를 지지하십니까? 이런식으로 한다고 함. - 박근혜에 대해서는 이런 불리한 수식어 없이 조사. - 한미 FTA - 독소조항에 의해 론스타에게 ISD 제소 압박을 받고 있음. - 외교통상부는 2008년에 이미 론스타의 움직임을 알고 있었으면서 일부러 숨기고 있음. 한미 FTA에 방해될까봐. - 대선 - 박근혜 캠프에 안철수 저격수가 없어졌음. - 강용석이 저격수로 영입될 가능성 있음. - 홍준표는 저격수 업계의 베테랑임. 다시 홍준표가 활동할 수도 있음. - 여권의 가장 큰 리스크는 박근혜 자신임. 역사에 대해 입만 열면 사고임. 캠프가 해결하기 어려움. - 야권 분열을 꾀할거임. 민주당의 입을 빌리는 척 하면서 안철수를 깔거임. ("민주당 최측근에 의하면, 안철수는 민주화에 기여한 바 없다" 등) - 박근혜의 역사인식 - "우리 아빠는 절대 그럴 분이 아니다" - 문재인 후보와 안철수 원장은 우리가 일상을 살며 만나기 힘든 수준의 인품을 갖췄다. 우리가 할 것은 그들을 믿어주는 것이다. 그리고 쫄지마!! 요약출처 | 정청래, |  |
| 봉주21    | 9월 26일    | 십알단과 터널디도스                             | - 노엄 촘스키의 인터뷰 - 하버드에서 나꼼수 녹음 - 김용민, 촘스키교수에게 "교수님, 스키 촘 타세요?"라고 농담하려고 벼르고 기다리다 잠들어버림 - 김용민, 영어울렁증 극복 - 정우택 성상납관련 추가 증언 녹취 - 십알단의 탄생 - 한나라당 알바유세단 물증확보 - 지역별,후보별 운영비용등의 구체적 증언확인 - 터널디도스 - 2011년 4월 27일 재보궐선거때 김태호측에 의한 선거방해공작 - 터널공사를 통한 교통체증등을 통한 투표훼방 물증, 증언확인 | |  |
| 봉주22    | 10월 23일   | 붕알단, 정우택 음모, 터널 디도스                | - 곽노현 서울시 교육감 감사와 연대의 인사 - MBC 알바데스크 가카 알바언론 MBC전락사건 - 안철수 표절 보도 - MBC만 안철수 표절이라고 보도함 새누리 네거티브팀에서 뿌려대면서 학계 논평도 없이 보도함 - 방송국 들고가서 뿌린 것은 새누리당 국민행복추진위 양정호 교수 성대 교육학과 안철수 논문 표절사건들고가서 이곳 저곳 뿌림 - 추석 전에 정보 흘리고 뉴스 터뜨려서 추석때 친인척 여론과 민심을 조작하기 위한 것 - 현원섭 기자가 안철수 캠프가 하지도 않은 말을 거짓말로 지어내 보도함 - 안철수 후보와 의논해서 입장을 내놓겠다고 거짓보도를 함 - 김장겸 김대겸 현원섭 기자의 거짓 작품 - MBC 알바데스크 가카 알바언론 MBC전락사건 - 브런치교육 - 현재 MBC는 100여명의 언론인들을 강제로 신천에서 브런치교육 시키고 있음 - 대선에서 활동 못하게 김장겸 정치부장의 주도로 지상파를 망가뜨리고 있음 - 한학수 PD, 김재형PD 남극의 눈물 받은 분 브런치 교육받고 있음 - 훌륭한 기자들 PD들 모두 브런치 교육시킴 - MBC 알바데스크 가카 알바언론 MBC전락사건 - 보도시스템 붕괴 - 새누리당 김근태 의원을 고 김근태 사진을 올림 - 김근태 얼굴도 모르는 사람들이 뉴스를 만들고 있음 - MBC보도 정오뉴스 : 중국이 백만달러를 북한에 기부했다는 뉴스를 - MBC보도 정오뉴스 : 중국이 100달러, 11만원을 북한에 기부했다고 오보를 냄 - 새누리당 십알단의 활동현황 - 십알단 리스크 공개후 하는 짓을 관찰함 - 모 목사님 십알단 총수로 스스로 칭함 - 리스트 공개하니까 가짜 계정에 의한 리트윗이 줄었음 - 온라인 전문가들이 자발적으로 나섬 - 미국의 시스모스 분석에 따르면 대부분의 리트윗은 1시간 이내에 일어나나 모 목사 트윗 계정 분석했더니 12시간 이후 일제히 수백 리트윗이 일어남 - 알바들이 한 사무실에서 모여서 무한 리트윗을 하는 것으로 의심 - 가짜계정으로 때리는 것 가짜 여론을 만드는 여론 조작 공작 - 아이디를 바꿈 변장을 하기 시작함 - 전문가들이 자발적으로 나서서 이를 규명하고자 두 가지 프로그램 만들었음 - 십알단 색출 - 십알단 색출기 : 가짜 계정 자동으로 찾아내는 프로그램 트윗 계정을 자동으로 조사함 이상행동응로 하는 트윗 잡아냄 - 십알단 추적기 : 아이디를 바꾸면 쫓아가는 추적 프로그램을 만듬 딴지일보를 통해 주소를 공개함 - 의심스러운 트윗 조사하면 됨 - 새누리당 봉알단 알바 사건 - 모 후보를 받드는 받들 봉 ! 봉알단이 등장했다 - 봉알단 리스트를 공개할 예정임 - 모 자칭 논객 - 자신의 트위터력이 높다고 자랑하는 놈 분석했더니 엄청난 가짜 계정들이 대규모로 동원되었음을 찾아냄 - 기독교와 무관한 알바단도 밝혀짐 - 새누리당 SNS조작사건 - 새누리당 SNS 박사모 SNS교실을 열었음 - 조작 집중투하 함 - 새누리당 지하철 구전단 사건 - 최근 지하철에 새누리당 지하철구전단이 나타남 - 어떤 아줌마들이 조를 짓고 지하철에 탐, 조를 짜고 타서 자기들끼리 문재인 안철수를 마구 욕함 옆 사람들 들으라고 함 - 새누리당 정우택 음모, 정우택 털 건배 사건 - 룸살롱에서 화채를 담은 그릇에 화채, 과일 각종 술, 이물질 섞어서 돌아가면서 마시는 것 - 상상할 수 없는 각종 이물질들이 들어감 - 새누리당 정우택 당시 도지사 여성의 특정 부위의 체모를 이용해서 충성주에 넣음 - 여 종업원을 세워 놓고 체취를 해서 넣음 - 2008년 참석자의 이야기, 2009년 참석자로부터 직접 들은 이야기 털 건배 - 여종업원을 하체 특정 부위의 체모, 음모를 뽑아 털 건배를 함 - 여종업원의 팬티, 속옷을 빨아서 마심 화채 그릇에 술 넣고 음모 넣고 여성 종업원의 팬티를 빨아 마심 - 충성주의 경우에는 마지막 사람이 마실 때, 건더기가 남기지 않아야 한다고 해서 이물질까지 모두 다 먹음 - 현재 정우택은 새누리당 최고위원 - 심하게 놀 때에는 아가씨가 입던 팬티를 벗겨서 빨아서 짜는 것도 있음 - 유신헌법 선포 40주년 유신헌법 무효화 - 박근혜 정수장학회 횡설수설, 사실파악도 안해 - 알바 자동 적발 프로그램을 개발하신 베리 이진행님이 이땅에서 이런 공작이 사라져야 한다며 코딩을하시다가 이 프로그램을 마지막으로 남기고 돌아가셨음 고인의 명복을 빕니다. 요약출처 | 정청래, 문성근                                                                                                   |  |
| 봉주23    | 12월 4일    | 정권교체냐 정권교대냐                           | | |  |
| 봉주24    | 12월 7일    | 으스스한 가족 이야기                            | | |  |
| 봉주25    | 12월 11일   | 굿, 프레이저 그리고 지하경제                    | | |  |
| 호외10.5  | 12월 11일   | 박근혜 아이패드 사건의 전말                     | | |  |
| 호외11    | 12월 13일   | 절대 그럴리가 없다                              | | |  |
| 호외12    | 12월 15일   | 굿 그리고 십알단                                | | |  |
| 마지막회  | 12월 18일   | 나꼼수 마지막회                                 | | |  |

## 논란

### 정부 개입 논란
《나는 꼼수다》에서 대한민국 정부가 스마트폰 애플리케이션에 대한 심사기준법 제정을 통해 《나는 꼼수다》를 제거하려는 움직임을 보였다는 주장을 방송 중에 주장하였다. 《나는 꼼수다》에 출연중이었던 17대 국회의원 정봉주는 “최근 정보통신정책연구원이 앱 심의 안을 내놓자마자, 방통심의위원장이 스마트폰 앱을 심의하겠다고 하고 전담팀을 만들겠다고 했다”면서 “방통심의위원회에서 앱을 심의하겠다는 것은 ‘나는 꼼수다’를 겨냥한 진정한 꼼수라고 주장하였다. 주진우 시사인 기자도 “사실은 이 방송 때문인지는 모르겠지만 그동안 ‘음란물’ 심의를 하겠다는 이유 등으로 ‘꼼수다’를 제거하려는 여러 책동들이 보이기도 했다”라고 주장하였다. 이 법안은 2011년 10월 20일, 방통위 조직개편안이 확정되어 12월부터 심의를 진행할 예정이다.

## 상훈
- 2011년 전국언론노동조합(위원장 이강택)이 선정한 제21회 민주언론상을 수상했다.[21] 전국언론노동조합은 《나는 꼼수다》에 대해 "정권의 부도덕성을 폭로하고, 거침없는 독설과 재미로 주류 언론이 권력 감시 등 제 기능을 다하지 못하고 있는 상황에서 대안 언론으로 훌륭한 역할을 했다"라고 선정 이유를 밝혔다.[22]

## 평가
2011년 11월 1일, 뉴욕타임즈 해외판인 인터내셔널 헤럴드 트리뷴 헤드라인에서 통치자의 풍자를 통해 젊은이들의 분노 창구 역할을 하는 토크쇼로 나꼼수를 보도하였다. 2011년 11월 22일, 카타르의 알자지라는 대한민국의 정치 상황을 분석하는 보도를 하면서 나꼼수를 다루었다.

### 긍정적 평가
- 2011년 8월 23일에 나꼼수는 <2011년 8월 22일 호외 편>으로 미국 아이튠즈 팟캐스트 인기 에피소드 1위를 차지하였는데, 세계에서 가장 많은 팟캐스트가 업로드되는 미국 팟캐스트에서 1위를 차지하면서 <나꼼수 호외 편>은 세계 1위를 기록한 셈이 되었고 미국 팟캐스트 에피소드 단위 순위 200위권 내에 한국어로 된 팟캐스트는 <나꼼수 호외 편>뿐이었다.[25][26] 2011년 8월 25일에 손석희의 시선집중은 지상파 방송 최초로 이에 대해 집중 보도했다.[27] 2012년 4월 25일에도 나꼼수는 아이튠즈 팟캐스트 오디오 부문 인기 순위 세계 1위를 기록하였다.[28][29]

- 2011년 12월 1일, MBN이 여론조사기관 <엠브레인>에 의뢰해 전국 만 19세 이상 59세 이하 1000명을 대상으로 실시한 <언론에 대한 신뢰도> 측면 조사 결과에 따르면 나꼼수의 신뢰도는 40%로, 이른바 조중동의 신뢰도 17.2%를 두 배 이상 앞섰다.[30][31]

- 대통령 소속 사회통합위원회와 한겨레사회정책연구소가 일반인과 언론인을 대상으로 실시한 여론조사에서, 응답한 일반인과 언론인 모두 《나는 꼼수다》에 대한 긍정 응답이 부정 응답보다 많았다. 또한 젋은 연령대에서 더 호응도가 높게 나타나, 20대는 59.1%가 긍정 평가한 반면 60대 이상에서는 15.8%가 긍정 평가하였다.[32]

- 한국일보가 나꼼수 방송 1주년을 맞아 온라인 여론조사를 한 결과에 따르면 응답자 1,328명 가운데 85.1%는 나꼼수를 꼬박꼬박 듣는 이유로 '기존 언론이 전하지 않는 부분을 보도하기 때문'이라고 대답했는데, 이는 나꼼수 청취자는 나꼼수를 대안 언론으로 인식하고 있다는 것을 보여주는 근거가 되었다. 한국일보 기자들이 방송하는 팟캐스트 시사난타H는 2012년 4월 20일에 '나꼼수 1년'에 대해 다루기도 하였다.[33]

- 언론학자인 마동훈 고려대학교 미디어학부 교수는 나꼼수를 대안 미디어라고 평가했다. 마동훈은 "대안 언론으로 볼 수도 있지만 결과적으로 선동에 활용하는 측면도 없지 않다. 언론이 무엇이냐를 생각하면 나꼼수는 대안 언론보다 대안 미디어에 가깝다"라고 말했다. 이는 나꼼수가 정치ㆍ사회 문제를 다루지만 언론으로 보기엔 미흡한 부분이 있기 때문이고, 텔레비전 교양ㆍ예능 프로그램 등을 방송 보도로 볼 수 없는 것처럼 나꼼수도 대안 미디어로 보는 게 합당하다는 논리였다.[33]

- 나꼼수는 기성 언론들의 행보와 달리 각종 의혹들을 파헤치고 각종 특종까지 터뜨리면서 대중을 열광시켰고, 이런 대중의 관심은 나꼼수를 애써 모른 체 하려 했던 기성 언론들까지도 움직였고, 그 결과 팟캐스트에 대한 대중적인 인지가 형성될 수 있었다. 2012년 2월, 리얼미터의 조사 결과에 따르면 나꼼수 인지도는 56.4%에 이르렀다. 이 조사는 나꼼수 청취자를 1천만 명 이상으로 추정할 수 있게 해주는데, 이 청취자들의 팟캐스트 이용 경험은 다른 팟캐스트 콘텐츠에 대한 관심으로 이어질 개연성을 높였다.[34]

### 부정적 평가
- 허지웅은 2011년 10월 초 시사주간지 시사인에 <나는 꼼수다>와 김어준 팬덤이 종교적인 성향을 띠어가고 있음을 경계해야 한다는 요지의 칼럼을 개재했다가 논란에 직면하였다.[35]

- 진중권은 2011년 10월 30일 "눈 찢어진 아이 발언에 대해 "너저분한 얘기라고 생각한다"며 "야담과 실화. 저열하고 비열한 공격. 언젠가 똑같이 당할 것. 무엇보다도 불필요한 공격, 도대체 뭘 위한건지"라고 비판했다. 이어 "주진우의 저질 폭로가 '팩트'라면 아무 문제 없다고 버젓이 말하는 저 정신상태가 황당하다"며 "한껏 들떠서 정신줄 놓고 막장까지 간 거다. 저럴 것 같아서 내가 미리 경고했거늘. 포르노라는 게 원래 노출 수위를 계속 높여야 한다. 주진우, 정봉주는 사실을 만진다. 그건 개그가 더 이상 개그가 아닌 순간이 존재한다는 얘기"라고 비판했다.[36] 이후, 진중권은 나는 꼼수다 측이 제기한 이명박 정부 차원의 10·26 서울시장 보궐선거 방해 의혹을 "선관위 투표소 검색에 성공한 사람 찾았다"며 정면 반박했다.[37]

- 이택광 경희대 교수는 나꼼수가 영웅화되는 분위기와 관련해, "지나친 오버"라면서 "<나꼼수>가 딜레마에 빠져있다"고 해석했다. 이 교수는 "초기에 멍청한 위정자를 놀리는 역할을 하면서 기존의 언론이 건드리지 못하는 부분을 건드리는 정치풍자 코미디였던 <나꼼수>가 점점 심각한 프로그램이 되고 있다"면서 "<나꼼수>가 소수정파의 선동방송이 될 경우, <나꼼수>가 설득해야 하는 40%의 부동층에 대한 외연을 확대하기 곤란해진다"고 비판했다.[38]

- 김진 중앙일보 논설위원은 MBC 100분 토론의 "<나꼼수> 현상, 어떻게 볼 것인가" 편에서 "'나꼼수'의 긍정적인 면과 부정적인 면을 따진다면 2대 8에서 3대 7 정도"라면서 "사실관계가 정확하고 비평의 대상이 편파적이어서는 안된다는 언론의 핵심요소가 결여됐다"고 말했다. 이어 나꼼수가 제기한 선관위 디도스(DDoS) 공격의 내부 개입 의혹에 대해서는 "헌법 기관에 대해서 함부로 오도해도 되는가"라고 비판했다.[39]

- 정봉주 의원의 서울 노원갑 출마가 불가능해지자 민주통합당에서는 또다른 《나는 꼼수다》 멤버인 김용민 시사평론가를 해당 지역구에 전략 공천했다. 이것을 두고 일부에서는 "지역구 세습"이라며 나꼼수를 비판했다.[40]

## 자매판
- 《나는 꼽사리다》 - 사회 · 경제 부문 (김미화, 우석훈, 선대인, 김용민 출연)[41]
- 《나는 딴따라다》 - 문화 부문 (탁현민, 곽현화, 김조광수 출연)[42]

## 같이 보기
- 딴지일보
- 뉴스타파
- 시사난타H